# Spoorwegkanon

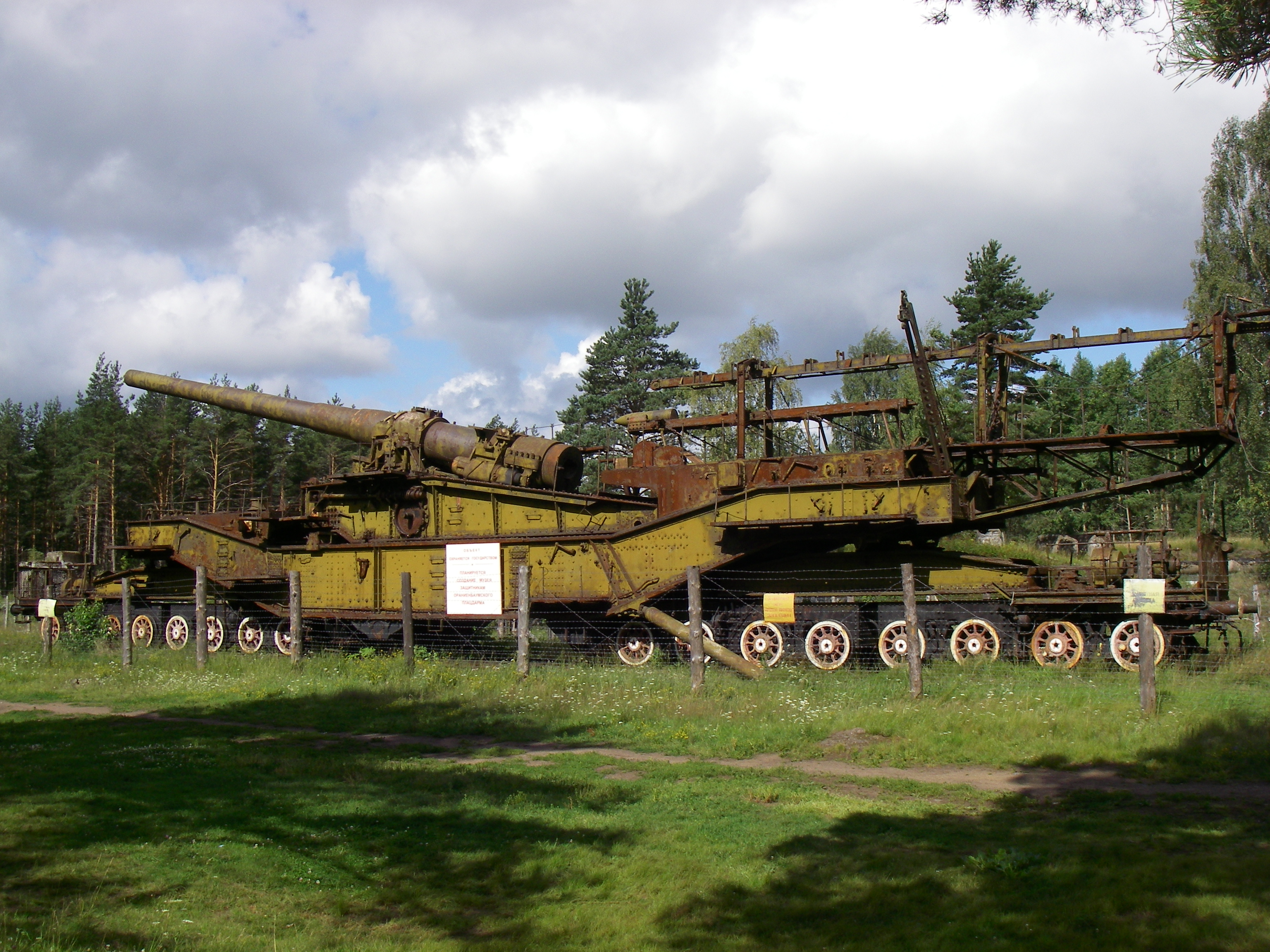
TM-3-12 305 mm spoorwegkanon

Een spoorwegkanon was een superzwaargewicht artilleriekanon dat wegens zijn enorme omvang en gewicht alleen per spoor vervoerd kon worden. De ontwikkeling begon rond de Eerste Wereldoorlog toen artillerie steeds grotere omvang aannam omdat de eerste primitieve vliegtuigen nog geen grotere bommen konden vervoeren. Tot in de Tweede Wereldoorlog werden deze kanonnen vooral door Duitsland ontwikkeld, gebouwd en ook op het slagveld ingezet. Maar al snel kwamen de beperkingen van deze wapens aan het licht. Er waren enorme voorraden aan materiaal nodig om ze te bouwen en een groot aantal manschappen om ze te bedienen. Vaak kostte het weken om een kanon ter plaatse te krijgen, gevechtsklaar te maken en uren om opnieuw schietklaar te maken na een schot. Ook waren ze makkelijke doelwitten voor vliegtuigen. En ook de zich snel ontwikkelende rakettechnologie waarbij superzware 'granaten' als het ware een eigen aandrijving kregen maakte de onderhoudsgevoelige, dure en kwetsbare spoorkanonnen overbodig. Een bekend Duits spoorkanon is de Schwerer Gustav. 
De wapenstilstand van de Eerste Wereldoorlog in 1918 werd gesloten op een zijspoor van de lijn Compiègne-Rethondes dat voor het opstellen van spoorwegkanonnen was aangelegd.